# Prog (журнал)
Prog — британський журнал, присвячений прогресивній рок-музиці, який видає компанія Future plc.

## Історія створення
Під керівництвом головного редактора Джеррі Юінга, журнал був запущений у березні 2009 року як відгалуження видання Classic Rock і охоплював як колишніх, так і сучасних виконавців. Серед інших працівників журналу: Наташа Шарф (заступник редактора), Рассел Фейрбразер (художній редактор), Грант Мун (редактор новин) і Дейв Еверлі (редактор оглядів альбомів).
Видавником Prog є компанія Future, яка також відповідає за його «сестринські» видання Classic Rock і Metal Hammer. Prog виходив дев'ять разів на рік до 2012 року, після чого його частоту змінили на десять разів на рік. За даними The Guardian, у 2010 році журнал продавався тиражем 22 000 примірників, що було вдвічі меншим, аніж тираж NME. Менше з тим, журналіст і ведучий Гевін Еслер у 2014 році описав його як «один із небагатьох музичних журналів, які, на мою думку, мають нормальний тираж». Журнал Prog також був ініціатором щорічної премії Progressive Music Awards, заснованої 2012 року.
2013 року компанія Team Rock Limited придбала декілька брендів Future plc, включаючи Prog.19 грудня 2016 року Team Rock оголосила про втрату понад 70 робочих місць через фінансові труднощі, і всі бренди Team Rock, включаючи Classic Rock, Metal Hammer і Prog, тимчасово призупинили публікацію. 8 січня 2017 року Prog, Classic Rock і Metal Hammer були куплені попередніми власниками Future за 800 тис. фунтів. 27 березня 2018 року Future провели ребрендінг цих музичних видань, об'єднавши їх під загальною назвою Louder (також відомий як Louder Sound), а loudersound.com став головним онлайн-порталом для публікацій.